# Drop (album)
Drop is een livealbum van de Britse muziekgroep Soft Machine. Het album dat pas in 2008 verscheen (in Japan in 2009) bevat de registratie van een of meerdere concerten, gegeven in het najaar van 1971 in Duitsland. Terugkijkend wist men nog dat er ongeveer dertig concerten werden gegeven, nadat men het eerste deel van Fifth had opgenomen. Na de concertreeks begon de band aan het tweede deel. Het is een van de weinige albums waarop Phil Howard te horen is; de opnamen van deel 2 van Fifth mocht hij al niet meer meemaken; Ratlegde en Hopper vonden het wat al te vrij worden.
Het album is opgedragen aan Elton Dean, de inmiddels overleden saxofonist; het album kwam net te vroeg voor het feit dat ook Hugh Hopper inmiddels is overleden.

## Musici
- Mike Ratledge – orgel, elektrische piano
- Elton Dean – saxofoon, saxello en elektrische piano
- Hugh Hopper – basgitaar
- Phil Howard – slagwerk

## Composities
1. Neo Caliban Crides (6:23) (Dean)
2. All white (6;14)(Ratledge)
3. Slightly all the time (13:16)(Ratlegde)
4. Drop (7:40)(Ratlegde)
5. M.C. (3:25)(Hopper)
6. Out-bloody-rageous (11;30)(Ratledge)
7. As if (6:10)(Ratlegde)
8. Dark swing (1:55)(Howard)
9. Intropigling (0:53)(Allen)
10. Pigling bland (4:44)(Ratledge)

## Noot
¹deze volgorde is niet qua uitgifte album maar qua tijdsbeeld.